# Sambas de Enredo 2016
Sambas de Enredo 2016 é um álbum com as músicas das escolas de samba do Grupo Especial do Rio de Janeiro para o carnaval do ano de 2016. Foi lançado no dia 1 de dezembro de 2015, pela Universal Music em parceria com a Editora Musical Escola de Samba. Foi o sétimo álbum mais vendido no Brasil em 2015. Pela sua vendagem, o CD foi certificado com discos de ouro e de platina pela Associação Brasileira dos Produtores de Discos. Pela segunda vez foi lançado um DVD com clipes dos sambas com as imagens da gravação do disco.
O disco foi gravado e produzido entre outubro e novembro de 2015, após as agremiações realizarem suas disputas de samba-enredo. Na primeira etapa da produção, foram gravadas ao vivo, na Cidade do Samba, a bateria das escolas e o coro com a participação das comunidades. Na segunda etapa, foram gravadas as bases musicais e as vozes dos intérpretes no estúdio Cia. dos Técnicos, em Copacabana, no Rio. O CD foi produzido por Laíla e Mário Jorge Bruno, com direção artística de Zacarias Siqueira de Oliveira, e arranjos musicais de Alceu Maia, Jorge Cardoso e Rafael Prates.
O álbum conta com participações especiais de personalidades da música brasileira como Maria Bethânia (homenageada pelo enredo da Mangueira), Zezé Di Camargo & Luciano (homenageados pela Imperatriz); Lucy Alves (também na faixa da Imperatriz); Xande de Pilares na faixa do Salgueiro; além de Martinho da Vila, Mart'nália e Arlindo Cruz, compositores do samba da Vila Isabel, sobre Miguel Arraes, que participam da gravação da escola. Campeã do carnaval de 2015, a Beija-Flor estampa a capa do álbum e é a faixa de abertura do disco com um samba sobre o Marquês de Sapucaí. Vice-campeão de 2015, o Salgueiro estampa a contracapa e apresenta um samba sobre a malandragem. A faixa da Grande Rio homenageia a cidade de Santos. O samba da Unidos da Tijuca, que tem entre seus compositores Dudu Nobre, Gusttavo Clarão e Zé Paulo Sierra, versa sobre a agricultura no Brasil e a cidade de Sorriso. Samir Trindade é um dos compositores do samba da Portela, sua escola do coração. A obra tem como tema as grandes viagens na história da humanidade. Wander Pires também assina a obra da sua escola do coração, a Mocidade Independente de Padre Miguel.
O samba da São Clemente tem como tema os palhaços. Na faixa da União da Ilha, os deuses gregos chegam ao Rio para prestigiar as Olimpíadas de 2016. De volta ao Grupo Especial após nove anos no acesso, a Estácio de Sá apresenta um samba sobre São Jorge. Crítica profissional e especialistas saudaram o álbum como o melhor do gênero nos últimos tempos. A qualidade das obras refletiu nas notas do Desfile das Escolas de Samba de 2016, em que sete dos doze sambas conquistaram a pontuação máxima no quesito samba-enredo. O samba da Portela recebeu quase todos os prêmios do carnaval.

## Antecedentes

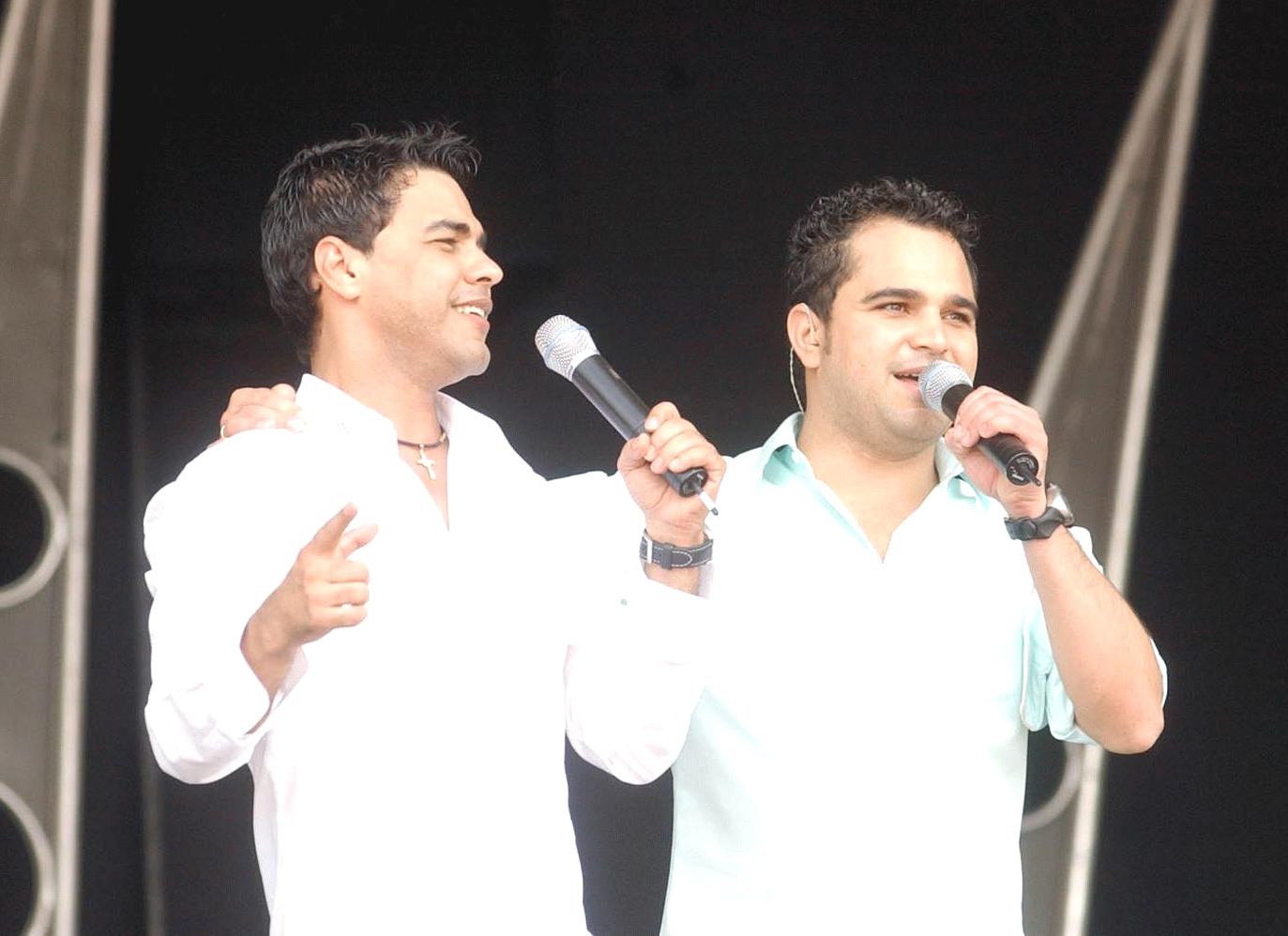
A Imperatriz escolheu um enredo sobre Zezé Di Camargo & Luciano.

A Imperatriz Leopoldinense foi a primeira escola a divulgar seu tema para o carnaval de 2016. No dia 7 de março de 2015, a agremiação anunciou o enredo em homenagem à música sertaneja e à dupla Zezé Di Camargo & Luciano. O lançamento oficial foi realizado na terça-feira, dia 10 de março, com uma entrevista coletiva, num hotel na Barra da Tijuca, com a presença dos homenageados. O enredo "É o Amor... que Mexe com Minha Cabeça e me Deixa Assim... Do Sonho de Um Caipira Nascem os Filhos do Brasil" foi assinado por Marta Queiroz, Cláudio Vieira e Cahê Rodrigues (em seu quarto carnaval na escola). A Imperatriz trocou seu diretor de bateria, contratando Mestre Lolo, diretor de bateria da União do Parque Curicica nos três carnavais anteriores. A escola também trocou de intérprete oficial, substituindo Nêgo por Marquinho Art'Samba, que estava na Unidos de Padre Miguel.
"Foi tudo muito rápido. Nem férias eu tirei. Assim que acabou o desfile das Campeãs já começaram as conversas sobre a possibilidade deste enredo. As conversas evoluíram, Zezé e Luciano toparam a ideia e nós batemos o martelo. Através da dupla vamos levar a música e o universo caipira para a Sapucaí. E, principalmente, vamos emocionar com essa linda história de amor na avenida, que é a história da família Camargo, que tem como base o amor de Seu Francisco e Dona Helena."
— Cahê Rodrigues, carnavalesco da escola, sobre a escolha do enredo.

O Salgueiro foi a segunda escola a divulgar seu tema para 2016. No dia 10 de março de 2015, a presidente da escola, Regina Celi, anunciou o enredo "A Ópera dos Malandros", baseado no musical "Ópera do Malandro", de Chico Buarque. O enredo foi desenvolvido pelo casal de carnavalescos Renato Lage e Márcia Lage junto com o Departamento Cultural da escola. No dia 7 de abril de 2015, a São Clemente anunciou seu enredo, sobre a história dos palhaços. O enredo "Mais de Mil Palhaços no Salão" foi desenvolvido pela carnavalesca Rosa Magalhães em seu segundo carnaval na escola. Com a saída de seu intérprete, Igor Sorriso, para a Unidos de Vila Isabel, a São Clemente promoveu seu cantor de apoio, Leozinho Nunes, que integrava o carro de som da agremiação desde 2012. Leozinho também foi um dos autores do samba de 2015 da escola.

Após conquistar o sétimo lugar no carnaval de 2015, o carnavalesco Paulo Barros se desligou da Mocidade Independente de Padre Miguel, se transferindo para a Portela, onde desenvolveu um enredo autoral sobre as grandes viagens da Humanidade. O enredo "No Voo da Águia, Uma Viagem Sem Fim..." foi divulgado no dia 14 de maio de 2015. O intérprete Gilsinho retornou à Portela após uma passagem de dois anos na Vila Isabel. Wantuir foi mantido como intérprete da escola, enquanto Wander Pires se transferiu para a Estácio de Sá. No dia 26 de maio de 2015, a União da Ilha do Governador divulgou seu enredo, sobre o "espírito olímpico" da cidade do Rio de Janeiro, que sediaria as Olimpíadas de 2016. Responsável pelo desfile da escola nos cinco carnavais anteriores, o carnavalesco Alex de Souza se transferiu para a Vila Isabel. Para substituir Alex, a União da Ilha contratou os carnavalescos Jack Vasconcelos e Paulo Menezes, que assinaram o enredo "Olímpico por natureza... Todo mundo se encontra no Rio". Décima colocada no carnaval de 2015, a Estação Primeira de Mangueira demitiu o carnavalesco Cid Carvalho. Para substituir Cid, a escola contratou Leandro Vieira, que estava na Caprichosos de Pilares. No dia 8 de junho de 2015, a Mangueira anunciou seu enredo, em homenagem à cantora Maria Bethânia, que estava completando cinquenta anos de carreira. No dia 5 de setembro de 2015, morreu Luizito, o intérprete oficial da escola. Para ocupar o posto de Luizito, a Mangueira promoveu Ciganerey, que desde 2009 era cantor de apoio do carro de som da agremiação.

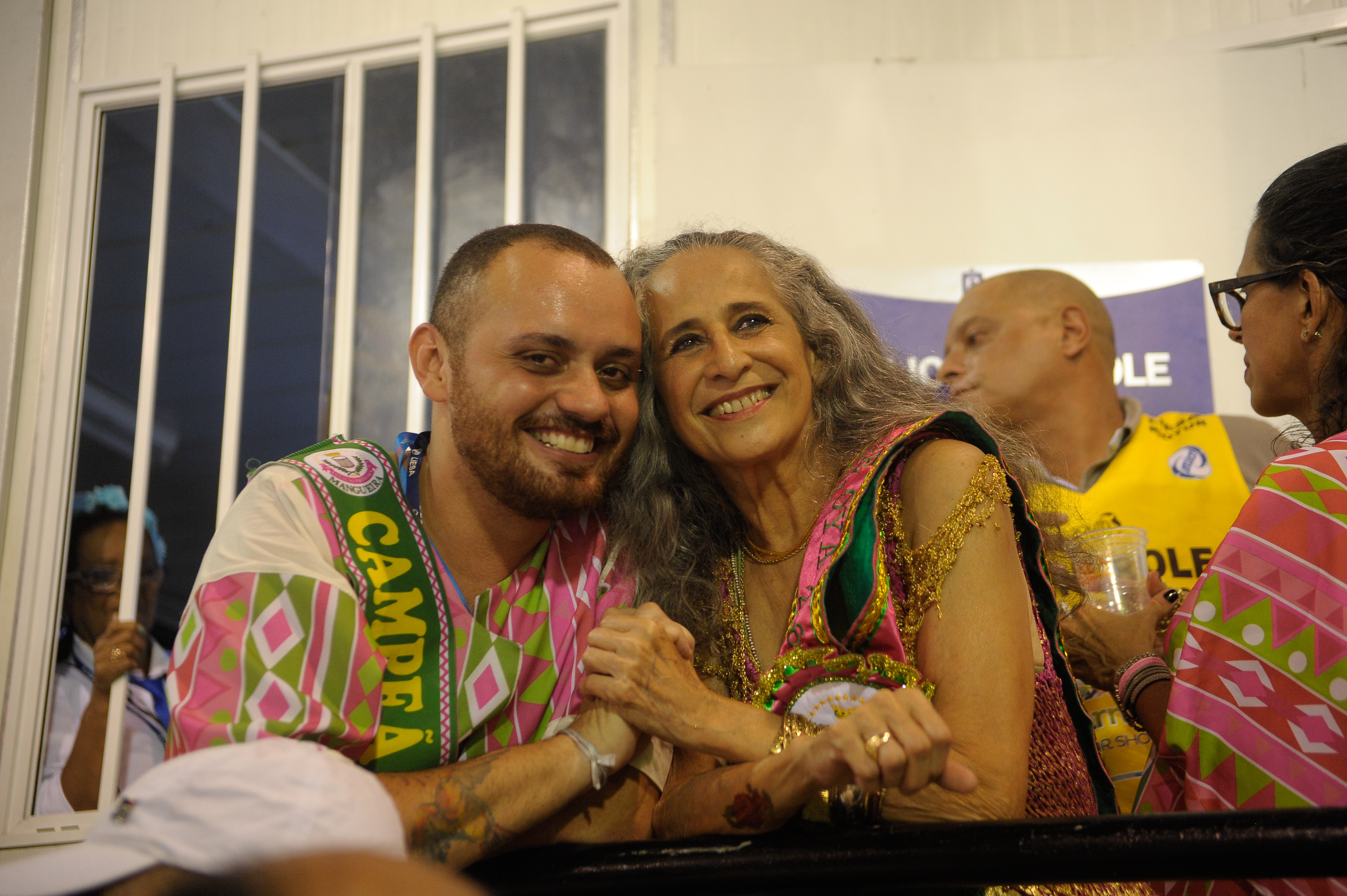
Leandro Vieira e Maria Bethânia no Desfile das Campeãs de 2016.

"Homenagear a Bethânia é uma ideia que estava guardada na gaveta faz tempo. Na Mangueira especificamente me senti confortável para levar o projeto adiante já que aqui ele encontra terreno fértil para atingir a plenitude de seu desenvolvimento. Aos meus olhos, revela potencial para levar a escola ao resgate de seu período áureo. O enredo junta vocações tradicionalmente bem sucedidas na Mangueira: homenagem, aspectos nordestinos, cultura afro e universo musical. Acredito que esses ingredientes serão os temperos da nossa volta por cima."
— Leandro Vieira, carnavalesco da escola e autor do enredo.

No dia seguinte ao pedido de demissão de Paulo Barros, a Mocidade anunciou a contratação dos carnavalescos Alexandre Louzada (que estava na Portela) e Edson Pereira (carnavalesco da Unidos de Padre Miguel, no acesso). À princípio, a escola divulgou um enredo autoral de Louzada, "#alémdaimaginação", sobre tudo o que a humanidade buscou encontrar e descobriu ser uma lenda. Mas no dia 8 de junho de 2015, a agremiação anunciou a troca de seu enredo para o carnaval 2016. No novo enredo, Dom Quixote conhece as mazelas brasileiras e aponta na literatura a solução para os problemas enfrentados pela população. "O Brasil de La Mancha: Sou Miguel, Padre Miguel. Sou Cervantes, Sou Quixote Cavaleiro, Pixote Brasileiro" foi assinado por André Luís da Silva Junior, com desenvolvimento de Louzada e Pereira. A Mocidade extinguiu a superdireção de sua bateria, promovendo Mestre Dudu à único diretor da Não Existe Mais Quente.
A Grande Rio anunciou seu enredo no dia 9 de junho de 2015. A escola decidiu homenagear a cidade de Santos. O enredo "Fui no Itororó Beber Água, não Achei. Mas Achei a Bela Santos, e por Ela me Apaixonei..." foi assinado por Roberto Vilaronga, João Sérgio Ghanem e Fábio Ricardo (em seu terceiro carnaval na escola). O título do enredo faz referência à Fonte do Itororó, que originou a cantiga popular homônima. A Beija-Flor divulgou seu enredo no dia 8 de junho de 2015. A escola decidiu homenagear Cândido José de Araújo Viana, o Marquês de Sapucaí, que dá nome à avenida onde acontecem os desfiles das escolas de samba. O enredo "Mineirinho Genial! Nova Lima - Cidade Natal, Marquês de Sapucaí - O Poeta Imortal" foi desenvolvido pela comissão de carnaval da escola, formada por Laíla, Fran Sérgio, Victor Santos, André Cezari, Bianca Behrends e Cláudio Russo.
A Estácio de Sá foi campeã da Série A (segunda divisão do carnaval) de 2015, garantindo seu retorno ao Grupo Especial, de onde estava afastada desde 2007. No dia 12 de junho de 2015, a escola anunciou seu enredo para 2016, sobre São Jorge. Os carnavalescos Chico Spinoza, Tarcísio Zanon e Amauri Santos assinaram o enredo da escola. A Estácio contratou Wander Pires, que estava na Portela, para formar um trio de cantores oficiais com os intérpretes Dominguinhos do Estácio e Leandro Santos, campeões com a escola em 2015. Os três gravaram o samba da escola mas, antes do desfile, Leandro e Dominguinhos se desligaram da agremiação. A Unidos da Tijuca anunciou seu enredo no dia 2 de julho de 2015. "Semeando Sorriso, a Tijuca Festeja o Solo Sagrado" foi assinado por Mauro Quintaes, Annik Salmon, Hélcio Paim, Marcus Paulo e Marcos Roza. O enredo abordou o desenvolvimento da agricultura no Brasil e homenageou a cidade de Sorriso, do Mato Grosso.
A Vila Isabel foi a última escola a anunciar seu enredo. Após o carnaval de 2015, a agremiação passou por mudanças significativas. A presidente da escola, Elizabeth Aquino, renunciou ao cargo e seu vice, Luciano Ferreira, assumiu a presidência. A escola contratou o carnavalesco Alex de Souza, que estava na União da Ilha. A Vila também trocou de intérprete, contratando Igor Sorriso, que estava na São Clemente. No dia 6 de julho de 2015, a escola anunciou seu enredo, em homenagem ao político brasileiro Miguel Arraes, morto em 2005. Miguel completaria cem anos em 2016. O enredo "Memórias do Pai Arraia Um Sonho Pernambucano, Um Legado Brasileiro" foi assinado por Martinho da Vila e Alex de Souza.

## Escolha dos sambas
Vila Isabel e Mangueira foram as primeiras escolas a definirem seus sambas para o carnaval de 2016. As duas agremiações realizaram a final de sua disputa de samba-enredo na madrugada do domingo, dia 4 de outubro de 2015. Na Vila Isabel, o resultado foi anunciado por volta das cinco horas da manhã do domingo. A disputa da escola foi a de menor quantidade de obras inscritas, apenas nove. A final foi realizada com quatro obras. O samba dos compositores Martinho da Vila, André Diniz, Arlindo Cruz, Mart'nália e Leonel venceu a disputa com dezenove votos dos vinte integrantes da comissão avaliadora. Quatro mil pessoas passaram pela quadra da escola, em Vila Isabel. Ana Arraes, Guel Arraes, Luisa Arraes e outros familiares de Miguel Arraes, homenageado do enredo, estiveram presentes no evento. Após vencerem a disputa, os compositores promoveram mudanças na letra e na melodia do samba. Com a vitória, André Diniz assina seu décimo sexto samba na Vila; Martinho assina sua décima quinta obra na escola. Arlindo venceu sua quarta disputa na agremiação; enquanto Mart'nália venceu pela primeira vez. Leonel assina seu décimo terceiro, e último, samba na Vila. O compositor morreu assassinado meses após o final da disputa, em dezembro de 2015. 
"Fizemos muitos encontros, cada vez na casa de um de nós. Mas também usamos muito o WhatsApp. A tecnologia ajuda, né? Composição tem que ser na hora. Quando a letra vem na cabeça você já grava no áudio e manda para todo mundo. Quando a gente se reunia era só pegar os áudios gravados."
— Leonel, um dos compositores do samba, sobre o processo de composição da obra.

Na Mangueira, o resultado foi anunciado pelo presidente da escola, Chiquinho da Mangueira, por volta das quatro horas e trinta minutos da manhã de domingo. Dos 34 sambas inscritos na disputa, três chegaram à final. A obra dos compositores Alemão do Cavaco, Almyr, Cadu, Lacyr D Mangueira, Paulinho Bandolim e Renan Brandão venceu a disputa com 70% dos votos de um júri formado por 43 mangueirenses de diversos segmentos da escola. Com exceção de Lacyr, os demais compositores assinam um samba da Mangueira pela terceira vez. Mais de quatro mil pessoas passaram pela quadra da Mangueira. Tema do enredo da escola, Maria Bethânia participou do evento. Posteriormente, a cantora lançou o álbum Mangueira: A Menina dos Meus Olhos com gravações do samba-enredo vencedor, e de outras duas obras derrotadas na disputa da escola (os sambas das parcerias de Tantinho da Mangueira e de Nelson Sargento).
A Beija-Flor foi a terceira agremiação a escolher seu samba para 2016. A final da disputa foi realizada na madrugada da sexta-feira, dia 9 de outubro de 2015, na quadra da escola em Nilópolis. Dos 22 sambas inscritos no concurso, quatro chegaram à final. Pela primeira vez numa disputa da escola, cada integrante da comissão julgadora declarou seu voto no palco da quadra. O samba dos compositores Marcelo Guimarães, Sidney de Pilares, Manolo, Jorginho Moreira, Kirraizinho e Diogo Rosa venceu o concurso com mais de setenta votos. Sidney de Pilares assina seu quarto samba na escola; e Marcelo, seu terceiro. Jorginho e Diogo venceram a disputa da escola pela segunda vez. Manolo e Kirraizinho assinam o samba da escola pela primeira vez. A Estácio de Sá realizou a final da sua disputa de samba-enredo na madrugada da sexta-feira, dia 9 de outubro de 2015. Dos dezesseis sambas inscritos no concurso, quatro chegaram até a final. A obra escolhida vencedora tem autoria de Júlio Alves, Edson Marinho, Adilson Alves, Jorge Xavier, André Félix, Jorge Babu e Salviano.
 

União da Ilha e Grande Rio realizaram as finais de suas disputas na madrugada do domingo, dia 11 de outubro de 2015. Na Grande Rio, o resultado foi anunciado por volta das quatro horas da manhã de domingo. Das 23 obras inscritas no concurso da escola, cinco chegaram á final. O samba escolhido vencedor foi composto por Márcio das Camisas, Mariano Araújo, Competência, Kaká e Dinho Artigliri. Cerca de cinco mil pessoas estiveram presentes no evento, na quadra da escola, em Duque de Caxias. Entre os presentes estavam o prefeito da cidade de Santos, Paulo Alexandre Barbosa, e o jogador Neymar, citado no enredo. Na União da Ilha, o resultado foi anunciado por volta das seis da manhã de domingo. Dos quinze sambas inscritos no concurso, quatro chegaram à final. A obra vencedora foi composta por Marquinhus do Banjo, Capitão Barreto, Miguel, Roger Linhares, Paulo Guimarães, Dr. Robson, Jamiro Faria e Gugu das Candongas. Mais de quatro mil pessoas lotaram a quadra da escola, no Cacuia. A final da disputa de samba-enredo do Salgueiro foi realizada na madrugada da segunda-feira, dia 12 de outubro de 2015. Dos 48 sambas inscritos no concurso, dois chegaram à final. Passava das cinco horas da manhã de segunda-feira, quando a presidente da escola, Regina Celi, anunciou a vitória do samba dos compositores Marcelo Motta, Fred Camacho, Guinga do Salgueiro, Getúlio Coelho, Ricardo Neves e Francisco Aquino. Após a disputa, os compositores fizeram pequenas alterações na letra. No refrão principal, o verso "Se não acredita, bate de frente pra ver" foi alterado para "Se não acredita, vem no meu samba pra ver", mais de acordo com a mensagem de paz do enredo. 
"Eu considero minha melhor obra, tanto em melodia quanto letra. Nossa parceria combinou que nós não iríamos terminar o samba sem que todos estivessem satisfeitos. Foi um samba feito com muito carinho."
— Marcelo Motta, um dos compositores do samba do Salgueiro.

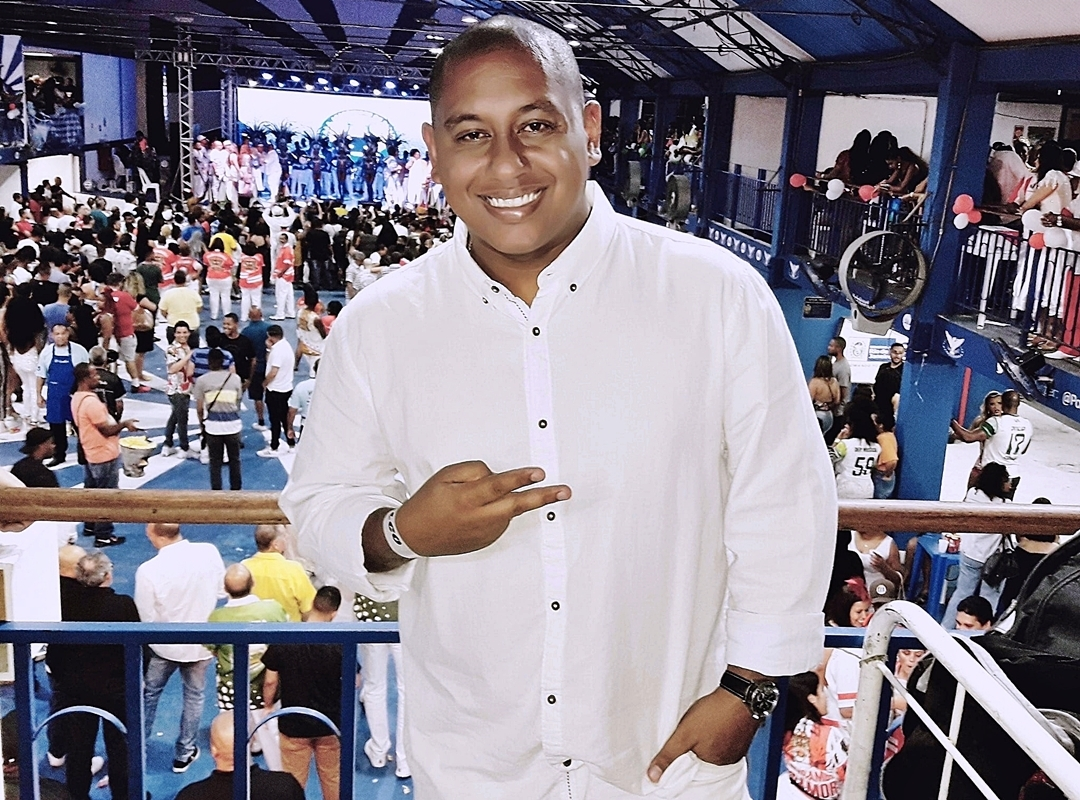
Samir Trindade é um dos compositores do samba da Portela.

A final da disputa da Portela foi realizada na madrugada do sábado, dia 17 de outubro de 2015. Mais de cinco mil pessoas estiveram presentes na quadra da escola, em Madureira. Das 38 obras inscritas no concurso da escola, três chegaram à final. O resultado final foi divulgado após as seis horas da manhã de sábado. O samba dos compositores Wanderley Monteiro, Samir Trindade, Elson Ramires, Edmar Jr. e Paulo Lopita 77 venceu a disputa com 48 votos contra dois votos do samba da parceira de Noca da Portela, campeão no ano anterior. A parceria liderada por Toninho Nascimento e Luiz Carlos Máximo não recebeu votos. Wanderley Monteiro assina seu quinto samba na escola. Autor de cinco sambas da Beija-Flor, Samir Trindade passou a concorrer na Portela, escola da qual é torcedor, assinando sua primeira obra na agremiação.

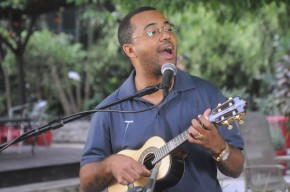
Dudu Nobre é um dos autores do samba da Unidos da Tijuca.

São Clemente, Mocidade e Unidos da Tijuca realizaram suas finais de disputa na madrugada do domingo, dia 18 de outubro de 2015. Na Unidos da Tijuca, o resultado foi anunciado por volta das quatro horas da manhã de domingo. Dos quinze sambas inscritos no concurso da escola, três chegaram à final. Venceu a obra dos compositores Dudu Nobre, Zé Paulo Sierra, Claudio Mattos, Paulo Oliveira e Gusttavo Clarão. Na São Clemente, o resultado foi anunciado após as cinco horas da manhã de domingo. Das dezoito obras inscritas no concurso da escola, três chegaram à final. Venceu o samba dos compositores Rodrigo Índio, Alexandre Araújo, Fábio Rossi, Vinícius Nagem, Amado Osman, Armando Daltro, Rodrigo Telles e Davi Dias. Na Mocidade, o resultado foi divulgado após as seis horas da manhã de domingo. Dos 33 sambas inscritos no concurso da escola, quatro chegaram à final da disputa. Venceu o samba dos compositores Wander Pires, Jefinho Rodrigues, Marquinho Índio, Jorginho Medeiros, Domingos PS, Jonas Marques, Paulo Ferraz, Lauro Silva e Lero Pires. Pela primeira vez, Wander Pires assina um samba da sua escola do coração. Terceiro maior vencedor de disputas da Mocidade, Jefinho assina seu oitavo samba na escola. Marquinho Índio e Jorginho Medeiros assinam um samba da escola pela sexta vez.

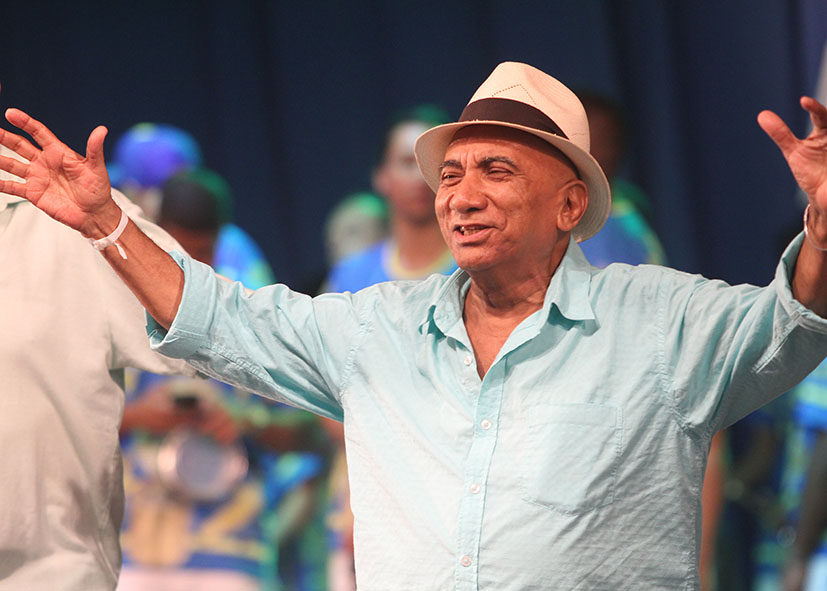
Zé Katimba é um dos compositores do samba da Imperatriz.

Última agremiação a escolher seu samba para o carnaval, a Imperatriz realizou a final da sua disputa na madrugada da terça-feira, dia 20 de outubro de 2015. Dos dezoito sambas inscritos no concurso, três chegaram à final. O resultado foi anunciado após as duas horas da manhã de terça-feira. Venceu o samba preferido da comunidade, de autoria dos compositores Zé Katimba, Adriano Ganso, Jorge do Finge, Moisés Santiago e Aldir Senna. Responsáveis por cantar o samba durante as eliminatórias, o intérprete Marquinho Art'Samba e a cantora Lucy Alves foram convidados pela escola para gravar o samba no álbum e cantar a obra no desfile.
"Exaltamos as coisas simples do homem do campo, o estilo de vida baseado no amor, na humildade, que deveriam ser a essência da nossa vida. Aqui na capital a gente é cheio de preconceito, tem a mente poluída, esquece a pureza, a simplicidade, estas coisas básicas da vida. E quando tocamos no tema, não tem como não emocionar as pessoas."
— Zé Katimba, um dos compositores do samba da Imperatriz, sobre os temas abordados na obra.

## Gravação e lançamento

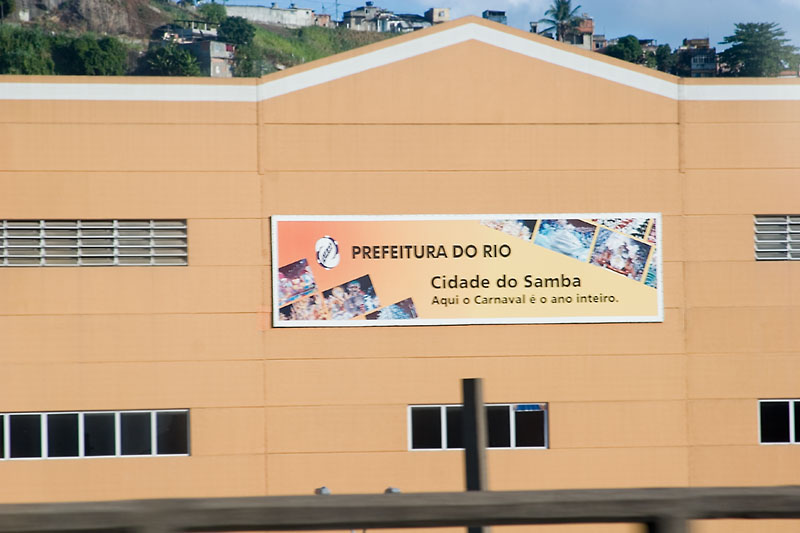
Cidade do Samba, onde foi gravada a parte ao vivo do álbum.

O álbum foi produzido por Laíla e Mário Jorge Bruno, com direção artística de Zacarias Siqueira de Oliveira, e arranjos musicais de Alceu Maia, Jorge Cardoso e Rafael Prates. Na primeira etapa, realizada entre 15 e 22 de outubro de 2015, cada escola levou determinada quantidade de componentes para a gravação do coro do samba e ritmistas para gravarem a base da bateria, ao vivo, num estúdio montado na Cidade do Samba. Na segunda etapa, foram gravadas, na Cia. dos Técnicos Studio, em Copacabana, as bases instrumentais e as vozes dos intérpretes. Pela segunda vez foi comercializado um DVD com as imagens das gravações. No ano anterior, o DVD não pode ser vendido por conta das exigências e prazos estipulados pelo Ministério da Justiça para a classificação etária do produto. Em 2014, foi comercializado o primeiro DVD da franquia.
A Liga Independente das Escolas de Samba (LIESA) promoveu uma festa de lançamento do álbum para convidados, na noite da terça-feira, dia 1 de dezembro de 2015, na Cidade do Samba. Acompanhadas pela bateria da campeã de 2015, Beija-Flor, cada escola apresentou sua obra com seus respectivos intérpretes, autores dos sambas, casais de mestre-sala e porta-bandeira, diretores e rainhas de bateria. Pela primeira vez, também foi realizada uma festa de lançamento com ingressos vendidos ao público. Essa segunda festa foi realizada na sexta-feira, dia 4 de dezembro de 2015, na quadra do Salgueiro, e também contou com a apresentação das doze agremiações e seus segmentos.

## Designvisual
Tradicionalmente, a capa do álbum e seu design visual remetem à escola campeã do carnaval anterior, enquanto a contracapa remete à vice-campeã. Na capa de Sambas de Enredo 2016 é utilizada uma imagem do fotógrafo Henrique Matos com a visão frontal do carro abre-alas do desfile de 2015 da Beija-Flor, intitulado "A Árvore da Vida e a Floresta Equatorial Africana". Além do título do álbum, a capa contém a inscrição "Beija-Flor campeã 2015", nas cores da escola, azul e branco. Fabio Oliveira é o responsável pela arte da capa.
A contracapa do álbum monstra uma imagem, também do fotógrafo Henrique Matos, com a visão frontal do carro abre-alas do desfile de 2015 do Salgueiro, intitulado "Sonho em Um Paraíso Delirante". A imagem contém a inscrição "Salgueiro vice-campeã 2015" e o nome das escolas que compõem o álbum, com letras nas cores vermelho e branco. A capa do DVD é estampada por um desenho estilizado colorido de um rosto usando uma máscara adornada com penas. O visual não remete à uma escola específica. A contracapa é um outro desenho estilizado de um rosto mascarado, com as inscrições dos nomes das doze escolas de samba. Tanto na capa como na contracapa, há ainda a inscrição "Sambas de Enredo 2016" e "Escolas de Samba do Grupo Especial Liesa Gravado Ao Vivo na Cidade do Samba".

## Faixas
Tradicionalmente, a lista de faixas segue a ordem de classificação do carnaval anterior. A primeira faixa é da campeã de 2015, a Beija-Flor; a segunda é do vice-campeão, Salgueiro; e assim por diante. A última faixa é da escola que ascendeu do grupo de acesso, a Estácio de Sá, campeã da Série A de 2015 e promovida ao Grupo Especial de 2016.
| N.º            | Título | Compositor(es) | Intérpretes e participações                                         | Duração |  |
| 1.             | "Mineirinho Genial! Nova Lima - Cidade Natal. Marquês de Sapucaí - O Poeta Imortal!" (Beija-Flor)                                                  | Marcelo Guimarães, Sidney de Pilares, Manolo, Jorginho Moreira, Kirraizinho, Diogo Rosa                                                | Neguinho da Beija-Flor                                              | 7:03    |  |
| 2.             | "A Ópera dos Malandros" (Acadêmicos do Salgueiro)                                                                                                  | Marcelo Motta, Fred Camacho, Guinga do Salgueiro, Getúlio Coelho, Ricardo Neves, Francisco Aquino                                      | Serginho do Porto, Leonardo Bessa (Part.: Xande de Pilares)         | 5:25    |  |
| 3.             | "Fui no Itororó Beber Água, não Achei. Mas Achei a Bela Santos, e por Ela Me Apaixonei..." (Acadêmicos do Grande Rio)                              | Márcio das Camisas, Mariano Araújo, Competência, Kaká, Dinho Artigliri                                                                 | Emerson Dias                                                        | 5:55    |  |
| 4.             | "Semeando Sorriso, a Tijuca Festeja o Solo Sagrado" (Unidos da Tijuca)                                                                             | Dudu Nobre, Zé Paulo Sierra, Claudio Mattos, Paulo Oliveira, Gusttavo Clarão                                                           | Tinga                                                               | 5:59    |  |
| 5.             | "No Voo da Águia, Uma Viagem sem Fim" (Portela) | Wanderley Monteiro, Samir Trindade, Elson Ramires, Paulo Lopita 77, Dimenor, Edmar Jr.                                                 | Wantuir, Gilsinho                                                   | 5:37    |  |
| 6.             | "É o Amor... Que Mexe com a Minha Cabeça e Me Deixa Assim... - Do Sonho de Um Caipira Nascem os Filhos do Brasil" (Imperatriz Leopoldinense)       | Zé Katimba, Adriano Ganso, Jorge do Finge, Moisés Santiago, Aldir Senna                                                                | Marquinho Art'Samba (Part.: Lucy Alves e Zezé Di Camargo & Luciano) | 6:35    |  |
| 7.             | "O Brasil de La Mancha: Sou Miguel, Padre Miguel. Sou Cervantes, Sou Quixote Cavaleiro, Pixote Brasileiro" (Mocidade Independente de Padre Miguel) | Jefinho Rodrigues, Marquinho Índio, Jorginho Medeiros, Jonas Marques, Domingos PS, Paulo Ferraz, Lauro Silva, Lero Pires, Wander Pires | Bruno Ribas                                                         | 6:02    |  |
| 8.             | "Mais de Mil Palhaços no Salão" (São Clemente) | Rodrigo Índio, Alexandre Araújo, Fabio Rossi, Vinícius Nagem, Amado Osman, Armando Daltro, Rodrigo Telles, Davi Dias                   | Leozinho Nunes                                                      | 5:45    |  |
| 9.             | "Olímpico por Natureza. Todo Mundo se Encontra no Rio" (União da Ilha do Governador)                                                               | Capitão Barreto, Miguel, Marquinhus do Banjo, Roger Linhares, Paulo Guimarães, Dr. Robson, Jamiro Faria, Gugu das Candongas            | Ito Melodia                                                         | 5:28    |  |
| 10.            | "Maria Bethânia: A Menina dos Olhos de Oyá" (Estação Primeira de Mangueira)                                                                        | Alemão do Cavaco, Almyr, Cadu, Lacyr D Mangueira, Paulinho Bandolim, Renan Brandão                                                     | Ciganerey (Part.: Maria Bethânia)                                   | 7:03    |  |
| 11.            | "Memórias do Pai Arraia - Um Sonho Pernambucano, Um Legado Brasileiro" (Unidos de Vila Isabel)                                                     | Martinho da Vila, André Diniz, Mart'nália, Arlindo Cruz, Leonel                                                                        | Igor Sorriso (Part.: Martinho da Vila, Mart'nália, Arlindo Cruz)    | 6:14    |  |
| 12.            | "Salve Jorge! O Guerreiro na Fé" (Estácio de Sá)                                                                                                   | Júlio Alves, Edson Marinho, Adilson Alves, Jorge Xavier, André Felix, Jorge Babu, Salviano                                             | Leandro Santos, Dominguinhos do Estácio, Wander Pires               | 5:04    |  |
| Duração total: | Duração total: | Duração total: | Duração total:                                                      | 1:12:16 |  |

## Conteúdo musical
- 1. "Mineirinho Genial! Nova Lima - Cidade Natal. Marquês de Sapucaí - O Poeta Imortal!" (Beija-Flor)

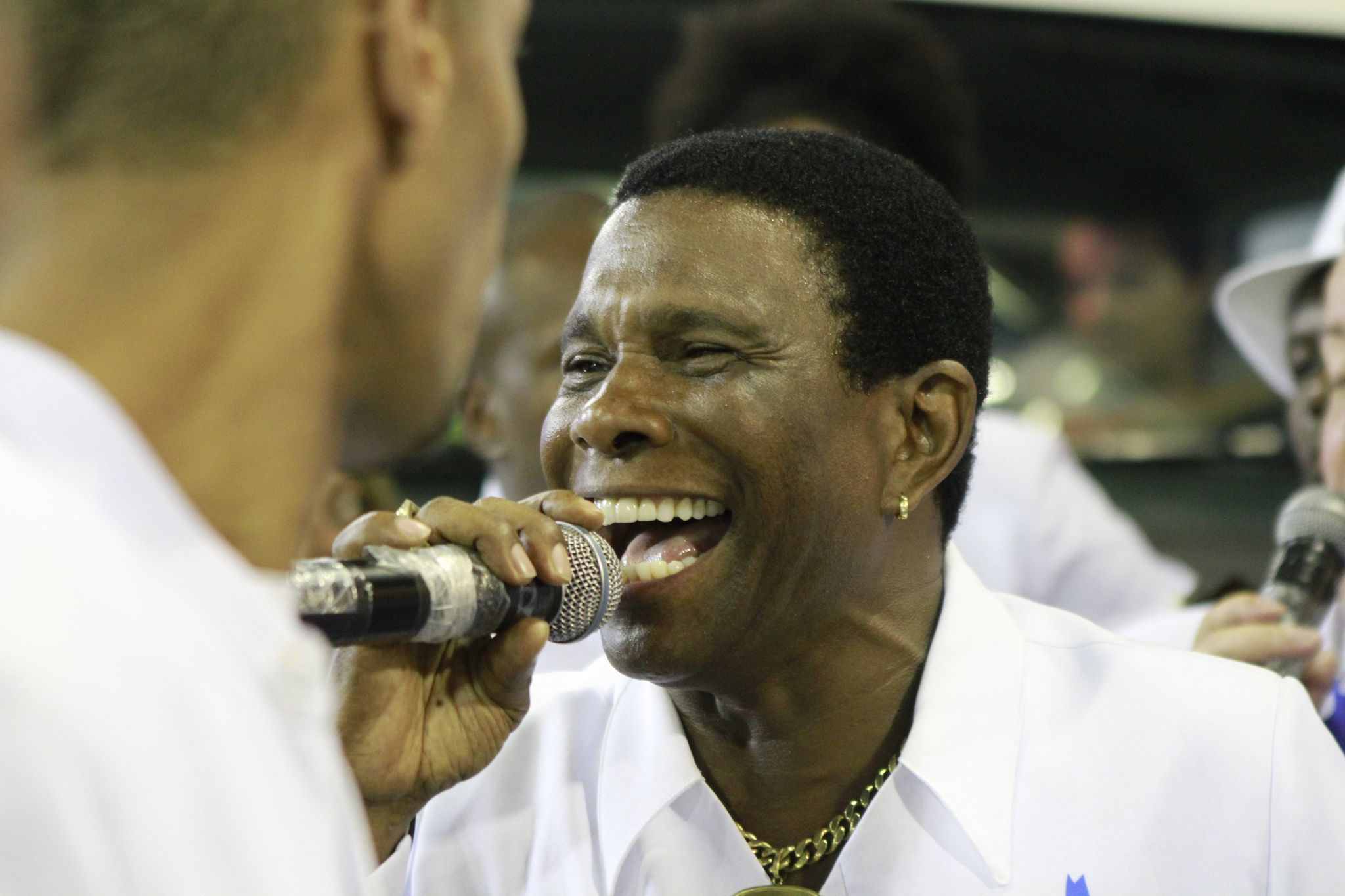
Neguinho da Beija-Flor interpreta a primeira faixa do álbum, em homenagem ao Marquês de Sapucaí.

A faixa de abertura do álbum é da Beija-Flor, campeã do carnaval de 2015. O samba homenageia Cândido José de Araújo Viana, o Marquês de Sapucaí. A faixa abre com a bateria da escola tocando os acordes iniciais do Hino Nacional Brasileiro. Logo após, Neguinho da Beija-Flor dá seu grito de guerra e inicia o samba. A letra do samba começa apresentando o enredo ("Abriu-se a cortina do tempo / Emoldurando a história a Beija-Flor, ô, ô, ô"). Os versos seguintes lembram a cidade em que nasceu o homenageado, Nova Lima, antiga Congonhas de Sabará, em Minas Gerais e também faz referência ao ciclo do ouro mineiro ("De Nova Lima a poesia se fez na genialidade do Marquês / Nasceu em Congonhas de Sabará / O mais puro ouro das Minas Gerais"). A transferência de Cândido para Portugal, onde se formou em Direito na Universidade de Coimbra, é descrita no trecho seguinte ("Atravessou o mar, no afã de conquistar conhecimento em terras lusitanas / Brilhou aos olhos da lei / Formou-se bacharel"). Após uma temporada em Portugal, o Marquês retornou ao Brasil ("Fiel à nação, enfim regressou / A saudade apertou"). O refrão central do samba faz referência à Independência do Brasil, uma vez que o Marquês participou do processo, integrando a primeira assembleia constituinte do Brasil ("Ecoou um brado de resistência / Ao longe se ouviu a voz da Independência / Pelo Brasil, impera felicidade / Já raiou a liberdade"). A segunda parte do samba lembra de outros atributos de Cândido, que também foi "poeta, músico, escritor" e faz referência à rua onde, desde 1978, acontecem os desfiles das principais escolas de samba do Rio, que é batizada de Marquês de Sapucaí ("O mineirinho que o Rio imortalizou / Teu chão floresce a nobreza pro samba passar / Um templo sagrado à luz do luar / Apoteose de todo sambista"). O samba termina citando Tia Ciata e o carnaval ("Artista! Herdeiro verdadeiro de Ciata / Que hoje te abraça aos pés da praça em mais um Carnaval"). O refrão principal do samba exalta a Beija-Flor, citando seu apelido de "Deusa da Passarela", ganho pelo fato da escola ser, até então, a maior vencedora de desfiles no Sambódromo da Marquês de Sapucaí ("Sou Beija-Flor, na alegria ou na dor / A Deusa da Passarela, é ela!"). Também lembra que a escola venceu o primeiro desfile realizado na Rua Marquês de Sapucaí, em 1978 ("Primeira na história do Marquês / Que na Sapucaí é soberana / De fato nilopolitana").
- 2. "A Ópera dos Malandros" (Salgueiro)

A faixa do Salgueiro é interpretada por Serginho do Porto, Leonardo Bessa e Xande de Pilares. Na primeira passada, cada intérprete canta um trecho da obra. Na segunda passada, os três cantam juntos. A letra do samba começa fazendo uma saudação às entidades de rua como exús e pombas-giras ("Laroiê, Mojubá, axé! / Salve o povo de fé, me dê licença!"). Os versos seguintes localizam o enredo da escola, que se passar de noite, na rua. Também faz uma referência à Zé Pelintra e descreve o figurino tipicamente ligado aos malandros, composto por terno de linho, chapéu panamá e sapato bicolor ("Eu vou pra rua que a lua me chamou / Refletida em meu chapéu / O Rei da noite eu sou / Num palco sob as estrelas / De linho branco vou me apresentar / Malandro descendo a ladeira... Ê, Zé! / Da ginga e do bicolor no pé"). O trecho seguinte cita um verso da música "Viver do Amor", da Ópera do Malandro, e faz referência à Ópera dos Mendigos, obras que inspiraram o enredo da escola (Pra se viver do amor pelas calçadas / Um mestre-sala das madrugadas"). O refrão central do samba faz alusão à malandragem nos jogos ("Ê, filho da sorte eu sou / Vento sopra a meu favor / Gira, sorte, gira, mundo, malandro deixa girar / Quem dá as cartas sou eu, pode apostar!"). A segunda parte do samba começa fazendo referência ao envolvimento da malandragem com a boemia e à chamada "filosofia de boteco" ("O samba vadio, meu povo a cantar / Dia a dia, bar em bar / Eis minha filosofia / Nos braços da boemia, me deixo levar..."). Os versos seguintes fazem referência às favelas do Rio para simbolizar a malandragem carioca ("Eu vou por becos e vielas / Chegou o barão das favelas"). O final do samba lembra o culto ao malandro nas religiões afro-brasileiras ("Quem me protege não dorme / Meu santo é forte, é quem me guia / Na luta de cada manhã, um mensageiro da paz / De larôs e saravás!"). O refrão central do samba exalta os malandros da comunidade salgueirense, lembrando também a ligação do samba com a malandragem ("É que eu sou malandro, batuqueiro / Cria lá do Morro do Salgueiro / Se não acredita, vem no meu samba pra ver / O couro vai comer!").
- 3. "Fui no Itororó Beber Água, não Achei. Mas Achei a Bela Santos, e por Ela Me Apaixonei..." (Grande Rio)

A faixa da Grande Rio é interpretada por Emerson Dias, e tem como tema a cidade de Santos. O samba faz referência à ciranda popular "Fonte do Itororó", que por sua vez se refere à fonte homônima situada aos pés do Monte Serrat, próximo ao Centro de Santos ("Vem pra ciranda, Ioiô... No Itororó vem Iaiá / Beber na fonte que me faz apaixonar"). A obra também faz referência à colonização portuguesa ("De além-mar chega o colonizador") e ao saque de piratas ingleses à Santos, em 1591, que deu origem à lenda do milagre de Nossa Senhora do Monte Serrat, padroeira da cidade ("Nossa Senhora... Livrai essa terra do mal"). O samba também lembra o fim da escravidão e a chegada de imigrantes para trabalhar nas lavouras de café ("Veio gente de todo lugar pra somar / Liberdade, um grito ecoou ô, ô, ô / Nessa labuta tem aroma de café / É saboroso, todo mundo botou fé"). O refrão central do samba faz referência ao sistema de bondes de Santos, que ajudou no progresso da cidade ("Pode embarcar que o apito do bonde tocou / Pode embarcar que o progresso não pode parar"). A segunda parte do samba começa fazendo alusão às praias da cidade, onde se destaca a prática do surfe ("Vem mergulhar nessas ondas, sentir o prazer / Esporte é vida, lazer"). Em seguida, o samba lembra o principal clube de futebol da cidade, o Santos Futebol Clube, apelidado de Peixe, e menciona o estádio do clube, Urbano Caldeira, conhecido pelo nome do bairro em que se situa, Vila Belmiro ("Tá no gramado a paixão / Peixe, o orgulho da Vila / Celeiro do eterno campeão"). O eterno campeão citado no trecho é Pelé, jogador revelado no Santos. Pelé também é reverenciado nos versos seguintes ("Ê! Menino bom de bola / No destino deu olé / Olé, olé / O atleta consagrado... Majestade é nosso Rei Pelé"). Em seguida é lembrado outro atleta revelado no Santos, o jogador Neymar ("Cavaleiro da paz... Magia / Na corte tem Neymar... Ousadia e alegria"). O refrão principal do samba exalta a cidade homenageada e faz referência ao Porto de Santos ("Pisa forte, Grande Rio, é pura emoção / Santos conquistou meu coração / Desembarquei no porto da felicidade / Quanta beleza pra curtir nessa cidade").
- 4. "Semeando Sorriso, a Tijuca Festeja o Solo Sagrado" (Unidos da Tijuca)

A faixa da Unidos da Tijuca começa com uma introdução da bateria. Com quase um minuto de samba, o intérprete Tinga dá seu grito de guerra e inicia a obra. A letra do samba começa fazendo referência à criação do humano segundo a mitologia iorubá, ponto de partida do enredo da escola. Segundo os iorubás, Obatalá moldou o ser humano no barro com ajuda de Nanã ("Sou eu... Do barro esculpido pelas mãos do criador"). A obra faz alusão ao sol e à chuva, fenômenos da natureza vitais para a agricultura e o cultivo no campo; também cita o Morro do Borel, berço da escola de samba ("São lágrimas que caem lá do céu / São raios desse sol em meu olhar / Ao ver a agricultura do Brasil em meu Borel / Sagrada natureza a nos abençoar"). A seguir, o samba faz referência ao trabalho de cultivo no campo ("Brota o suor que escorre na enxada / Ara, planta, colhe em devoção"). O verde dos campos e a flora são mencionados no trecho seguinte ("E ver de perto a cria alimentada / Flores que aquarelam a região"). O refrão central do samba versa sobre a vida no campo ("Sou matuto sonhador em louvação / Lá no meu interior, a viola dá o tom / Vendo o campo colorido, cai a noite a me envolver / Vou rogando ao Pai querido pra colheita florescer"). A segunda parte do samba faz referência à fases de trabalho no cultivo do campo, como a germinação e a fertilização ("Vou levantando a poeira da terra que aterra a magia do grão / Fertilidade é a arte do homem que cuida, protege seu chão"). O trecho seguinte faz menção à cidade de Sorriso, reconhecida como a Capital Nacional do Agronegócio ("Um oásis de conhecimento / Pro país é um exemplo, a tal capital / O meu negócio é isso, seu moço / Sorriso no rosto por esse meu mundão rural"). O refrão principal do samba sintetiza o enredo e faz uma menção ao samba de 1999 da escola, "O Dono da Terra" ("Salve a Mãe Natureza, a luz da riqueza / O dono da terra... A inspiração / A Tijuca festeja o solo sagrado em oração").
- 5. "No Voo da Águia, Uma Viagem sem Fim" (Portela)

A faixa da Portela é interpretada por Wantuir e Gilsinho. Os dois intérpretes cantam o samba juntos, embora a voz de Gilsinho se sobressaia. O samba tem como tema as grandes viagens da Humanidade e é narrado pela águia, símbolo da escola, através de seus voos. O samba faz diversas referências à Portela. O primeiro verso da obra ("Voar nas asas da poesia") remete ao samba da Portela de 1976, "O Homem do Pacoval", que começa com o verso "Voando nas asas da poesia". O trecho "Abre a janela, pro mundo que Paulo criou" remete ao samba de 1971, "Lapa em Três Tempos", que abria com o verso "Abre a janela formosa mulher / Cantava o poeta trovador". O verso que antecede o refrão principal ("Abram alas, vou me apresentar") remete ao refrão do samba de 1995, "Gosto que me Enrosco" ("Abram alas, deixa a Portela passar"). Os primeiros versos do samba de 2016 fazem referência à mitologia grega e ao poema Odisseia, atribuído a Homero ("Voar nas asas da poesia / Rasgar o céu da mitologia / E nessa Odisseia viajar"). A seguir, a águia, narradora do samba, avisa que seus olhos vão guiar o ouvinte na travessia pelos céus, em referência também ao azul, cor da Portela ("Meus olhos vão te guiar, na travessia / E no meu destino sem fim, cruzar o azul que é tudo pra mim"). O verso seguinte faz referência às navegações marítimas ("Enfrentar tormentas e continuar a navegar"). No primeiro refrão do samba, a águia faz referência ao fato dos pássaros poderem voar/viajar pra onde quiserem ("Oh, leva eu, me leva / aonde o vento soprar, eu vou / Oh, leva eu, me leva / sou livre, aonde sonhar, eu vou). A seguir, a obra faz alusão às viagens extremas, em terras inexploradas ou lugares perigosos, sem a certeza de que se vai retornar ("Quisera ir ao infinito / Sentir lugares tão bonitos / Em terras mais distantes me aventurar / Sem saber se um dia vou voltar"). O segundo refrão do samba faz referência à viagem ao passado através da Paleontologia ("E mais além, no elo perdido cheguei / No vai e vem, a chave da vida encontrei"). As grandes navegações comerciais em busca de tesouros, também chamada de Era dos Descobrimentos, é lembrada no trecho seguinte ("Vou pedir passagem / Em busca do ouro / O seu brilho me fascina / Quero esse mapa da mina, pra achar tesouros"). O samba também faz referência às "viagens" virtuais, onde através das "janelas" da internet, se consegue chegar ao outro lado do mundo ("Abre a janela, pro mundo que Paulo criou / Do outro lado alguém pode ver esse amor"). O Paulo citado no trecho é Paulo da Portela, um dos fundadores da escola. No final do samba, a águia encerra sua viagem desfilando no carnaval ("Meus filhos vêm me adorar / O samba reverenciar / Abram alas, vou me apresentar"). No refrão principal do samba, a águia profetiza que a Portela vai conquistar mais um título (estrela) no carnaval e cita o bairro da escola, Madureira ("Eu sou a Águia, fale de mim quem quiser / Mas é melhor respeitar, sou a Portela / Nessa viagem, mais uma estrela / Que vai brilhar no pavilhão de Madureira").
- 6. "É o Amor... Que Mexe com a Minha Cabeça e Me Deixa Assim... - Do Sonho de Um Caipira Nascem os Filhos do Brasil" (Imperatriz)

A faixa da Imperatriz homenageia a dupla Zezé Di Camargo & Luciano e a vida sertaneja. A faixa abre com a cantora Lucy Alves tocando sanfona e cantando o trecho da obra que faz referência à música "É o Amor". A seguir, o intérprete oficial da escola, Marquinho Art'Samba, em sua primeira gravação de disco do Grupo Especial, dá seu grito de guerra. Lucy volta a cantar o samba agora, além da sanfona, acompanhada também de pandeiro e cavaquinho. A cantora leva a canção até o falso refrão central, quando chama Zezé Di Camargo e Luciano, que levam o restante da música até o refrão, momento em que entra a bateria completa da escola e o intérprete Marquinho assume o vocal. A letra do samba está em primeira pessoa, como se fosse a própria dupla narrando. O samba começa com os narradores lembrando da vida que passaram no sertão ("Sagrada lida, vida sertaneja / Guardo as lembranças lá do meu torrão / O galo canta, anuncia novo dia / Abre a porteira do meu coração"). A obra descreve imagens de beleza poética da vida sertaneja, como dançar num campo de girassóis e imaginar uma "orquestra" de espantalhos que, ao emitir sua sonoridade, ajuda a proteger a plantação ("Ouvir a orquestra espantar, vibrar numa só voz / Dançar ao vento... os girassóis"). A terra natal dos homenageados, Goiás, é lembrada no trecho "No amanhã hei de colher, o que hoje for plantar / Visão que o tempo não desfaz / Dourada serra que reluz no meu Goiás". O "falso refrão" central faz referência à música sertaneja e cita símbolos do cotidiano do campo ("Sou o som do serrado brejeiro / Onde a lua inocente vagueia / Berrante, peão, vaquejada / Tocando a boiada / A estrela que clareia / Sou matuta, ribeira, caipira / Não desgoste de mim quem não viu...ô / Paixão derramada na rima / O encanto da menina / Um pedaço feliz do Brasil"). O trecho seguinte faz referência à cultura de Pirenópolis, cidade natal da dupla homenageada. São lembradas a Festa do Divino Espírito Santo, as Cavalhadas, e as romarias católicas ("Festa... tem cavalhada e romaria / Risos... os mascarados vêm brincar / Na fé que une e faz o povo acreditar / Que um grande sonho pode se alcançar"). O pai dos cantores, e principal incentivador da dupla, Francisco José Camargo é lembrado no trecho seguinte ("A esperança do pai... brilhou / Nos filhos que o Brasil... consagrou"). Emival, que formou a primeira dupla com Zezé, e morreu prematuramente num acidente de automóvel, é lembrado como um "anjo caipira" ("Talento e arte, vitória e superação / Que um anjo caipira abençoou"). A seguir, o samba lembra como começou a trajetória de sucesso da dupla, com o sucesso da canção "É o Amor", composta por Zezé ("Se toda história tem início, meio e fim / A nossa começou assim"). No "falso refrão" que antecede o refrão principal, o verso "É o amor" é cantado com a mesma melodia da obra de Zezé ("É o amor... / A receita da alegria / Sentimento e magia / A razão do meu cantar / É o amor... / Minha escola na avenida / A paixão da minha vida / Verde é minha raiz... Imperatriz"). O refrão principal do samba cita os instrumentos musicais cavaco e a viola, simbolizando a mistura do samba com o sertanejo. Também há uma referência à música "Romaria" de Renato Teixeira ("Chora cavaco, ponteia viola / Pega a sanfona, meu irmão, chegou a hora / Sou brasileiro, caipira pirapora").
- 7. "O Brasil de La Mancha: Sou Miguel, Padre Miguel. Sou Cervantes, Sou Quixote Cavaleiro, Pixote Brasileiro" (Mocidade)

A faixa da Mocidade é interpretada por Bruno Ribas. Seguindo o enredo proposto pela escola, o samba narra a trajetória de Miguel de Cervantes, que desperta do "sono infinito" e é guiado pela estrela-guia da Mocidade a conhecer o Brasil e suas mazelas ("Desperta, Cervantes, do sono infinito / Que a luz da Estrela vai guiar") através de seu personagem, Dom Quixote, que é convocado para enfrentar os problemas do país ("Quixote, cavaleiro delirante / Avante! Moinhos vamos vencer / Errante, acerta o rumo da história"). Quixote "repinta" a aquarela do Brasil, retirando as manchas/problemas ("Pras manchas desse quadro remover / Pintar nessa tela a nova aquarela"). Um dos problemas encontrados por Quixote são as questões raciais enfrentadas pelos negros, como racismo e desigualdade social ("E hoje enfim devolver / A honra do negro, a tal liberdade / Que sempre haveria de ter"). O refrão central do samba faz menção aos escritores Guimarães Rosa e Graciliano Ramos e à obra O Tempo e o Vento, de Érico Veríssimo, simbolizando que Quixote buscou na literatura brasileira a solução dos problemas no país ("Ainda é tempo, eu vou contra o vento / Não há de faltar bravura / De Ramos à Rosa, meu dom encontrei nos braços da literatura"). A segunda parte do samba começa fazendo referência à Antônio Conselheiro, ao cangaço, e à obra Grande Sertão: Veredas, de Guimarães Rosa, inspirações de Quixote para lidar com as mazelas brasileiras ("Vai na fé... Meu bom cangaceiro / Ser tão Conselheiro regando as veredas"). A seguir, o samba faz alusão à ditadura militar brasileira, outra "mancha" repintada por Quixote ("Caminhando e cantando uma nova canção / Nas mãos uma flor vai calar os canhões / Faz clarear as tenebrosas transações"). Nesse trecho, os versos fazem referência às músicas "Pra não Dizer que não Falei das Flores", de Geraldo Vandré, e "Vai Passar", de Chico Buarque. Os versos seguintes ("Lavando a alma da Mocidade / Lançando jatos de felicidade") causou polêmica ao fazer referência à Operação Lava Jato e esbarrou num duplo sentido, de conotação erótica, da expressão "lançando jatos de felicidade". O verso "Numa ofegante epidemia que se chama carnaval" também foi retirado da música "Vai Passar"; enquanto "É hora da Estrela que sempre vai brilhar!" faz alusão ao romance A Hora da Estrela, da Clarice Lispector, além de fazer referência à estrela, símbolo da Mocidade. O refrão principal do samba encerra com um verso do Hino Nacional Brasileiro, indicando que o povo brasileiro não vai desistir de lutar por um Brasil melhor ("Eu hei de cantar por toda vida / Minha Mocidade, escola querida / Nessa disputa... Verás que um filho teu não foge à luta!").
- 8. "Mais de Mil Palhaços no Salão" (São Clemente)

A faixa da São Clemente é interpretada por Leozinho Nunes, que faz sua primeira gravação de disco do Grupo Especial. O samba, que tem como tema os palhaços, começa fazendo referência ao teatro na Idade Média, quando os espetáculos, sempre de cunhos religiosos, mostravam a oposição entre o bem/Deus e o mal/Diabo ("Que confusão, meu Deus do céu! / Foi travessura dos diabos"). O bobo da corte, funcionário da monarquia encarregado de entreter o rei e rainha, é lembrado no verso seguinte ("O bobo irreverente do reino fez piada / A corte encantada aplaudiu"). Ainda na Idade Média, as feiras reuniam artistas fazendo performances que futuramente seriam incluídas no circo ("Na feira, em cena, a arte"). Em 1768, o sargento inglês Philip Astley montou um show mesclando exercícios equestres e apresentações de artistas de feira, incluindo o palhaços ("Suspense! O show começou! / Montado na felicidade, surge o palhaço / O circo chegou!"). O refrão central do samba lembra que o espetáculo criado por Philip se espalhou pela Europa, conquistando as crianças ("Alô, alô! Alô, criançada, vai ter palhaçada / Quero ver você feliz / Dou cambalhota, pirueta! / Se chorar, faço careta / Bravo! A plateia pede bis!"). A segunda parte do samba começa citando o bordão do Palhaço Carequinha ("Tá certo ou não tá?"). A obra também lembra a presença do palhaço na Festa do Divino e na Folia de Reis ("Divino dom do riso, é Carnaval / Na festa dos reis da folia"). Os versos seguinte lembram a tradição de certos palhaços em pintar a cara de branco ("A cara branca, o pastelão") e faz referência aos caras-pintadas, movimento estudantil brasileiro que pediu o impeachment do presidente Fernando Collor ("Cara-pintada, voz de uma nação"). O samba ainda lembra que o primeiro samba foi gravado no Brasil pelo palhaço Baiano (Pelo telefone mandaram avisar). O trecho seguinte cita versos de uma cantiga popular cantada por palhaços brasileiros ("O palhaço o que é? / É ladrão de mulher!").
- 9. "Olímpico por Natureza. Todo Mundo se Encontra no Rio" (União da Ilha)

A faixa da União da Ilha descreve a chegada dos deuses gregos no Rio de Janeiro para acompanhar as Olimpíadas. O intérprete Ito Melodia abre a faixa exaltando a "batida perfeita" das caixas de quatorze polegadas na bateria da escola, característica resgatada por Mestre Ciça. A seguir, Ito dá seu grito de guerra e canta trecho do samba-exaltação da escola ("Se um dia eu deixar de desfilar, pela União da Ilha, vou chorar") e inicia o samba-enredo. A letra do samba é narrada pela cidade do Rio de Janeiro. O primeiro verso faz referência ao calor humano e à temperatura quente da cidade ("Vem, chega mais perto, sente o meu calor"). A obra descreve a Ilha do Governador como o portal de entrada da cidade ("Bem-vindo à Ilha do Governador!") e faz referência ao Cristo Redentor ("Braços abertos, vou te ver chegar"). Os deuses gregos chegam à cidade do Rio ("Os deuses, por Zeus abençoados / Na terra onde o sol é mais dourado"). O trecho seguinte exalta as belezas naturais da cidade ("É lindo meu amanhecer / Águas... Que vão me banhar, serenas... Descendo ao encontro do mar / Vem nas minhas ondas mergulhar"). O refrão central do samba faz referência à prática de esportes integrada à natureza da cidade como as trilhas em montanhas ("Trilhar caminhos de rara beleza / No solo sagrado, oh, Mãe Natureza!") e os voos de asa-delta ou parapente ("Poder voar no azul infinito / Do alto sou ainda mais bonito"). A segunda parte do samba começa fazendo menção aos cariocas e usa uma gíria local: "tipo assim" ("Ser carioca é tipo assim: Paixão, prazer, amor sem fim"). Após conhecerem a cidade, os deuses se preparam para assistir às Olimpíadas do Rio ("Firma a batida na palma da mão / Os jogos vão começar"). Os cariocas acolhem os deuses gregos, que se apaixonam pela cidade ("Já somos todos irmãos / Os deuses querem ficar"). No trecho seguinte, deuses e cariocas "caem" no samba. Há também uma citação à música "Aquele Abraço", de Gilberto Gil ("E todo mundo cai no samba / Na ginga, no batuque e no compasso / Alô, meu Rio, aquele abraço"). O refrão principal do samba faz menção à símbolos olímpicos como a medalha de ouro e a coroa de louros ("Medalha de ouro a nossa União / Bordada nos louros do meu pavilhão / A minha alegria encanta você / Meu maior desejo é vencer ou vencer / Ilha... Razão do meu viver").
- 10. "Maria Bethânia: A Menina dos Olhos de Oyá" (Mangueira)

A faixa da Mangueira abre com um alusivo gravado a cappella pela homenageada do enredo, Maria Bethânia, cantando o refrão principal do samba-enredo num esquema de pergunta e resposta com o coro da comunidade mangueirense. A seguir, entram a bateria da escola e um áudio de Luizito dando seu grito de guerra. Uma homenagem ao intérprete, morto durante a disputa de samba da agremiação. Após essa introdução, Ciganerey dá seu grito de guerra e inicia a obra. A letra do samba está em primeira pessoa, como se a narração fosse da própria Bethânia. A primeira parte da obra faz referência à religiosidade da homenageada, enquanto a segunda parte faz alusão à sua carreira. Os primeiros versos do samba fazem menção à Iansã, orixá "de cabeça" de Bethânia. A entidade é relacionada aos raios e ventos, o que também é referenciado no trecho ("Raiou... Senhora Mãe da Tempestade / A sua força me invade, o vento sopra e anuncia / Oyá... Entrego a tia a minha fé"). Nos versos seguintes, uma citação ao abebé, utensílio característico de Oxum, e uma saudação à Oxalá ("O abebé reluz axé / Fiz um pedido pro Bonfim abençoar / Oxalá, Xeu Êpa Babá!"). O trecho também cita Nosso Senhor do Bonfim, lembrando que Bethânia também é seguidora do catolicismo, tendo sido batizada e crismada na religião católica, fato que também inspira os versos seguintes ("Oh, Minha Santa, me proteja, me alumia / Trago no peito o Rosário de Maria"). No refrão central da obra, Bethânia se entrega ao samba da Mangueira ("Vou no toque do tambor... ô ô / Deixo o samba me levar... Saravá! / É no dengo da baiana, meu sinhô / Que a Mangueira vai passar"). A segunda parte do samba começa lembrando o primeiro sucesso de Bethânia como cantora, a canção "Carcará", interpretada no Show Opinião, produzido pelo Teatro de Arena ("Voa, carcará! Leva meu dom ao Teatro Opinião"). A canção retrata o êxodo rural causado pela seca no sertão ("Faz da minha voz um retrato desse chão"). O trecho seguinte lembra os espetáculos protagonizados por Bethânia que misturavam música e recitação ("Sonhei que nessa noite de magia / Em cena, encarno toda poesia"). O verso seguinte lembra que a cantora é chamada de "Abelha Rainha da MPB", apelido conquistado após fazer sucesso com a música "Mel", e cita um dos maiores sucessos de Bethânia, a regravação da música "Fera Ferida", de Roberto Carlos e Erasmo Carlos ("Sou abelha rainha, fera ferida, bordadeira da canção"). A seguir, é lembrado o samba de roda, característico de Santo Amaro da Purificação, cidade natal da cantora ("De pé descalço, puxo o verso e abro a roda / Firmo na palma, no pandeiro e na viola"). O trecho seguinte lembra que foi um circo que despertou em Bethânia, quando criança, o desejo de seguir carreira artística ("Sou trapezista num céu de lona verde e rosa"). Outros dois sucessos na voz da cantora são lembrados a seguir: as músicas "Brincar de Viver", de Guilherme Arantes, e "Explode Coração", de Gonzaguinha ("Que hoje brinca de viver a emoção / Explode coração"). O refrão principal do samba-enredo começa citando a música "Brincar de Viver", com a mesma letra e melodia do verso que abre a referida música. O trecho utiliza a estrutura de pergunta-resposta, sendo que o último verso ("Não mexe comigo, eu sou a menina de Oyá") é repetido, remetendo à característica rítmica do samba de roda. O verso faz referência ao famoso refrão "Não mexe comigo, que eu não ando só" da canção "Carta de Amor".
- 11. "Memórias do Pai Arraia - Um Sonho Pernambucano, Um Legado Brasileiro" (Vila Isabel)

A faixa da Vila Isabel abre com três compositores da obra (Martinho da Vila, Mart'nália e Arlindo Cruz) cantando o trecho do samba que antecede o refrão principal. Martinho ainda anuncia o "Centenário de Miguel Arraes, o Pai Arraia" antes do intérprete Igor Sorriso iniciar o samba. A letra da obra está em primeira pessoa, como se a narração fosse de Miguel Arraes, tema da canção. O samba começa com o narrado/Miguel lembrando o sofrimento causado pela seca no sertão brasileiro ("Meus olhos ficavam rasos d’água / A seca minha alma castigava / O sol queimava e rachava o chão / Até os carcarás sofriam no sertão"). As populações ribeirinhas e suas moradias em palafitas erguidas em meio à maré, sobre tábuas e pedaços de madeira precariamente arranjados, e sem saneamento e luz elétrica também aguçaram o senso de justiça em Arraes desde jovem ("Cresci, sonhando renovar os sonhos / Revitalizar a vida / Que se equilibra sobre palafita / Dar pra gente tão sofrida / Dignidade e amor / Dignidade e amor"). Como governador de Pernambuco, Arraes instituiu o Acordo do Campo, que obrigou os proprietários de terras a pagarem um salário mínimo aos trabalhadores rurais ("Acordei o campo pra haver justiça"). Miguel trabalhou junto com o arcebispo de Olinda e Recife, Dom Hélder Câmara, pela reforma agrária em Pernambuco. Dom Hélder é citado no samba como "o futuro santo" em relação ao processo de beatificação e canonização do bispo ("Com o futuro santo, fé nos ideais / Despertei o povo para um novo dia / Brotou esperança nos canaviais"). O trecho seguinte lembra que, após a assinatura do Acordo do Campo, as pessoas beneficiadas passaram a ver Arraes como um pai, se referindo a ele como Pai Arraia. O trecho também faz menção a cidade de Recife, da qual foi prefeito, através da origem do seu nome, os arrecifes ("Com ternura me chamavam Pai Arraia / Onde os arrecifes desenham a praia"). Como prefeito de Recife, Arraes uniu universitários, artistas e intelectuais para criar uma iniciativa que estimulou a educação, com foco na cultura popular. O Movimento de Cultura Popular reuniu personalidades como Ariano Suassuna e Paulo Freire ("Juntei os artistas e intelectuais / Pra fazer a cartilha no cordel / Ensinar, abraçar a profissão / Buscando na arte a inspiração"). No trecho seguinte, o narrador do samba/Miguel agradece a homenagem da Vila e compara a escola ao Movimento de Cultura Popular ("Tão bom cantarolar, me emocionar, estar aqui / Pra ver na avenida, meu valor na mensageira Vila / Gente aguerrida que defende a tradição do seu lugar / Um movimento de cultura popular"). O refrão principal do samba cita ritmos e manifestações culturais de Pernambuco, como Frevo, Maracatu e o Galo da Madrugada ("Vem dançar o frevo e a ciranda / Silenciar jamais! / Tem maracatu na batucada / E o Galo da Madrugada misturando os carnavais").
- 12. "Salve Jorge! O Guerreiro na Fé" (Estácio de Sá)

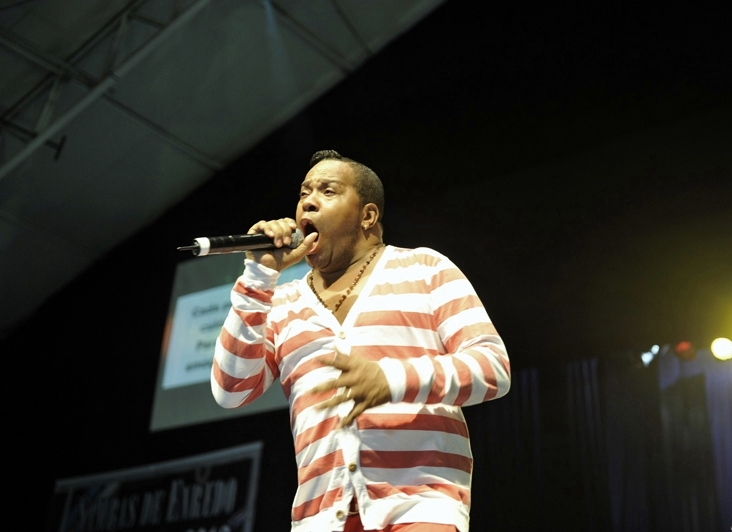
Wander Pires é um dos intérpretes da faixa da Estácio, sobre São Jorge.

A última faixa é da Estácio de Sá e tem como tema São Jorge. É a faixa de menor duração do álbum. Dominguinhos do Estácio, Wander Pires e Leandro Santos dividem os vocais na gravação. A letra do samba está em primeira pessoa, sendo narrado por um fiel de São Jorge ("A pé eu vou / Empunhando a lança do Santo Guerreiro/ Sou eu mais um filho de Jorge / Nesta legião, herdeiro fiel / Vou seguir na missão"). O samba lembra que Jorge nasceu na Capadócia e enfrentou diversos desafios impostos pela imperador Diocleciano, vencendo todos ("Na Capadócia nasceu, o menino lutou / Enfrentou desatino do imperador / O ser amado, admirado Invencível defensor"). O refrão central do samba faz referência à oração de São Jorge ("Estou vestido com as armas de Jorge / Meus inimigos não vão me alcançar") e ao fato do santo ser padroeiro de vários lugares em todo o mundo ("Tu és bondade pelo mundo inteiro / Santo padroeiro, igual não há"). A segunda parte do samba faz referência ao leão, símbolo da Estácio de Sá ("Rogar seus milagres em devoção / Fazer a criança virar um leão"); à ligação de São Jorge com a lua ("Mesmo da lua por nós olhai"); à alvorada de Jorge, para comemorar o dia do santo ("Amanheceu, a alvorada anuncia"); e ao fato de Jorge ser padroeiro de diversas cavalarias, incluindo a brasileira ("Divina alteza, senhor da cavalaria"). O narrador lembra que São Jorge é padroeiro da Estácio de Sá e faz referência às feijoadas de São Jorge, realizada em diversas escolas de samba ("Prepare o feijão, ê, baiana, põe tempero / Dá no couro batuqueiro / Pra minha Estácio de Sá / Fazer da Avenida seu altar"). No refrão principal, o narrador lembra da passagem em que Jorge mata um dragão, além de citar o manto do santo ("Sou teu fiel seguidor, meu cavaleiro / Por dia mato um dragão, sou brasileiro / Estácio, veste seu manto carregado de axé / Salve Jorge, guerreiro na fé".

## Crítica profissional
| Críticas profissionais | Críticas profissionais |
| Avaliações da crítica  | Avaliações da crítica  |
| Fonte                  | Avaliação              |
| ---------------------- | ---------------------- |
| O Globo                | Bom                    |
| Extra                  | Favorável              |
| Sambario               | Favorável              |
| Ouro de Tolo           | Favorável              |
| Cult Magazine          | Favorável              |
| Folha de S.Paulo       | Ruim                   |

O álbum foi elogiado pela ampla maioria dos especialistas. Para o jornalista Fred Soares, "a safra de 2016 é uma das melhores dos últimos tempos e equilibrada em alto nível. Talvez a melhor leva de sambas desde meados dos anos 90. O que mostra que o samba-enredo é um gênero musical que é sujeito a idas e vindas e renasce, de forma altamente surpreendente". Para o produtor musical Chico Frota, não há, como em outros anos, "sambas de nível muito ruim, que fazem o folião pular a faixa do CD"; o álbum apresenta "sambas de qualidade muito boa puxando a safra e outros, bastante interessantes, que devem propiciar bons desfiles". A Cult Magazine classificou o álbum como o melhor desde a década de 1990, apontando que o samba-enredo "voltou a ser protagonista" dos desfiles. Os jornalistas Leonardo Bruno, Aydano André Motta, Ralph Guichard, Fábio Fabato, e o escritor Luiz Antônio Simas também elogiaram a safra de sambas, destacando a qualidade dos enredos escolhidos pelas agremiações.
Leonardo Lichote, do jornal O Globo, elogiou o álbum, destacando a variedade de temas nos enredos escolhidos pelas escolas. O jornalista elogiou os sambas de Imperatriz ("talvez o mais bem-sucedido samba do ano"); da Unidos da Tijuca ("É bem sacada a melodia de moda de viola do refrão"); da São Clemente ("funciona com leveza e clareza — em letra e música"); da Beija-Flor ("surpreende pela beleza da melodia e da precisão no tema"); do Salgueiro ("lança um olhar fundo e envolvente sobre o já bem visitado tema do malandro, com outro refrão empolgante"); da Mangueira ("É primorosa a forma como a Mangueira tece a trama, costurando a história, a fé, a imagem e as canções da homenageada"); e da Estácio de Sá ("soube aproveitar, de forma legítima e sem apelação, a popularidade do santo"). Para Lichote, o samba da Vila Isabel "faz bela graça com a dicção do frevo e capricha no refrão, mas escorrega em certa verborragia"; enquanto a obra da Portela tem "desenvolvimento pouco inspirado". Foram criticados os sambas da Grande Rio ("falta criatividade aos versos, sobre a melodia que não ajuda"); da Mocidade ("Sem brilho, ele costura referências fáceis, gratuitas e confusas"); e o "tom oficioso" do samba da União da Ilha.
O jornalista Gustavo Fernando, do site Heloisa Tolipan, de nota 10 para o samba da Unidos da Tijuca: "Poético, melódico e ainda assim, empolgante". A obra da Imperatriz também ganhou 10: "Uma obra antológica e emocionante". A Estácio também teve nota 10: "Uma obra valente e de letra primorosa. E que ainda conta com dois excelentes refrões". O samba do Salgueiro recebeu nota 9,9: "O Salgueiro possui um grande samba, um dos melhores do ano, e muito devido a sua elaborada letra". A faixa da Mocidade ganhou nota 9,8: "É um samba leve, valente e que transmite qualidade, mesmo com o confuso enredo". O samba da Portela recebeu nota 9,7: "a obra remete aos sambas dos anos 70 e 80. O samba é leve, com ótimos trechos". A obra da Beija-Flor também ganhou 9,7: "é um bom samba apesar de se exceder com descrições didáticas em sua primeira parte". O samba da Mangueira recebeu nota 9,5: "apesar de sua interessante primeira parte, seus destaques melódicos são raros". A faixa da Vila também ganhou 9,5: "apesar da obra possuir uma letra elaborada em alguns momentos, falta à melodia força e originalidade. A obra da Grande Rio recebeu nota 9,4: "É inegável toda a ousadia da bateria e a excelente atuação do interprete Emerson Dias, que contribuem para tornar o samba ainda mais empolgante". São Clemente recebeu nota 9,3: "Apesar de ser um samba irregular, o entendo como adequado ao enredo. Leve e animado". O samba da União da Ilha recebeu a menor avaliação, nota 9: "O enredo é mal trabalhado e a segunda parte do samba é absurdamente fraca".
Para Marco Maciel, do site especializado Sambario, o "alto nível da safra é o destaque do ano, com a Imperatriz se sobressaindo mais uma vez e tendo no retrovisor as belas obras de Vila Isabel, Unidos da Tijuca, Portela, Mangueira e Salgueiro". A faixa da Imperatriz recebeu nota 10: "o enredo sobre a sagrada lida, vida sertaneja proporciona à verde-e-branco de Ramos pelo segundo ano seguido a honra de ser o melhor samba do grupo". O samba da Vila Isabel ganhou nota 9,8: "O complexo samba da azul-e-branco da parceria galáctica não é daqueles que cativa na primeira audição. Conforme você vai ouvindo, aos poucos você se rende, e suas muitas virtudes começam a ser notadas". A obra da Unidos da Tijuca ganhou nota 9,7: "a azul-e-amarelo desfilará seguramente com a sua melhor obra desde o histórico Agudás, de 2003". A faixa da Portela também recebeu 9,7: "A obra, que narra a viagem da Águia a fim de testemunhar grandes acontecimentos, mantém o louvável nível musical que a azul-e-branco vem trazendo desde 2012". A Mangueira também teve nota 9,7: "O hino mangueirense tem a emoção como predicado do primeiro ao último verso". O samba do Salgueiro recebeu nota 9,6: "O samba da Academia esbanja valentia pra exaltar o malandro". A obra da Beija-Flor ganhou nota 9,4: "a letra que descreve a vida do Marquês chega a ser didática de tão direta, por vezes não disfarçando o rótulo de resumo da sinopse, em especial na primeira parte". A faixa da Grande Rio recebeu nota 9,3: "Animado e pra cima, possui partes envolventes e divertidas de cantar". A obra da Mocidade também ganhou 9,3: "a boa melodia aliada a mais uma ótima interpretação de Bruno Ribas nos permite um samba de ótima audição no disco". A Estácio também teve nota 9,3: "um samba valente, mas coerente à posição ingrata de abrir os desfiles, com características mais funcionais, sem muitas inovações na melodia". A obra da São Clemente ganhou nota 9,2: "Obra mais funcional, com uma letra que faz o feijão-com-arroz de forma competente". O samba da União da Ilha recebeu a menor avaliação, nota 9: "A obra tem a melodia pra trás, sendo até melancólica em alguns momentos".
Bruno Malta, do site Ouro de Tolo, deu nota 10 para os sambas da Vila Isabel ("samba de extrema qualidade") e da Imperatriz ("beleza poética e rimas da mais alta qualidade"). A obra da Unidos da Tijuca recebeu nota 9,9: "A melodia apesar de muito bem construída, e bem concebida para letra, está excessivamente acelerada na gravação do CD, fazendo com que sua beleza fique um tanto despercebida na gravação"; o Salgueiro também recebeu 9,9: "Sem ser bobo em nenhum momento, o samba canta a malandragem de forma primorosa"; a Mangueira também ganhou nota 9,9: "A segunda parte é bastante adequada e antecede o ótimo refrão principal, que serve de alusivo para o momento mais emocionante do CD". A faixa da Beija-Flor recebeu nota 9,8: "Neguinho da Beija-Flor, apesar da categoria de sempre, tem sua gravação prejudicada por conta da voz um tanto rouca"; a Portela também recebeu 9,8: "O samba narra muito bem o enredo proposto pela escola". Ganharam nota 9,7 os sambas: da Estácio de Sá ("A letra é bem construída e de fácil entendimento, pecando apenas em algumas rimas mais simples de menos beleza poética"); da Grande Rio ("O samba é correto e tem uma letra adequada apesar de uma ou outra rima mais pobre por causa do enredo"); da Mocidade ("O samba é bastante correto e tem uma letra bastante adequada apesar de uma ou outra rima mais pobre por causa do enredo"); e da São Clemente ("O samba da escola é bastante agradável e divertido, como é a cara da escola"). O samba da União da Ilha recebeu a menor avaliação, nota 9,6: "Ito Melodia até tenta conseguir passar um algo a mais à composição e, mesmo não sendo bem sucedido, faz uma bela gravação".
Voz discordante, Luiz Fernando Vianna, da Folha de S.Paulo, avaliou o álbum de forma negativa, destacando que "o gênero (samba-enredo) vem sendo massacrado, há anos, por uma conjunção de interesses comerciais que obrigam os sambas a serem velozes e furiosos". Para o jornalista, os sambas "metralham palavras e se amparam em refrões fáceis para cativar o público", sendo que "Salgueiro (cantando os malandros), e Portela (enredo indecifrável de Paulo Barros) se saíram bem nessa missão, assim como Mangueira e Vila Isabel". Para Vianna a Imperatriz tem o melhor samba do ano ("De maneira brilhante, Zé Katimba e cia. aproveitaram o famoso verso 'É o amor...', com melodia e tudo. E há, em toda a composição, achados poéticos e melódicos"). O samba da São Clemente "não saiu dos clichês" e as obras de Mocidade e Estácio "contam com bons momentos, mas deles já não nos lembraremos na quarta-feira de cinzas". O jornalista apontou que a falta de patrocínio "deixou ainda mais patéticos enredos caça-níqueis —e sambas próximos disso— como os de Beija-Flor (citando a cidade mineira Nova Lima), Grande Rio (a paulista Santos), Unidos da Tijuca (agricultura) e União da Ilha (Rio olímpico)". Seis anos depois, em sua crítica sobre os sambas de 2022, o jornalista admitiu que se precipitou ao escrever que o samba-enredo era um gênero exaurido, pontuando que composições como as da Mangueira de 2019 e 2020 mostram que o gênero está vivo.

## Desempenho comercial

### Vendas e certificações
Sambas de Enredo 2016 foi o sétimo álbum mais vendido no ano de 2015 no Brasil, sendo certificado com discos de ouro e platina pela Associação Brasileira dos Produtores de Discos (ABPD).
| País                                                 | Empresa | Certificação | Vendas    |
| ---------------------------------------------------- | ------- | ------------ | --------- |
| Brasil                                               | ABPD    | Ouro         | +40.000 * |
| Brasil                                               | ABPD    | Platina      | +80.000 * |
| * números de vendas baseados somente na certificação |         |              |           |

### Tabela semanal
O álbum ficou dez semanas consecutivas na parada musical da Billboard de álbuns mais vendidos no Brasil, chegando a ocupar a primeira posição da tabela.
| Tabela musical            | Melhor posição | Ref.                                    |
| ------------------------- | -------------- | --------------------------------------- |
| Brazil Albums (Billboard) | 1              | [ 112 ] [ 113 ] [ 114 ] [ 115 ] [ 116 ] |

## Os sambas no carnaval

### Premiações
O samba da Portela recebeu a maioria dos prêmios do carnaval de 2016. Abaixo, os prêmios recebidos por cada samba:
| - "No Voo da Águia, Uma Viagem sem Fim" (Portela) 1. Estandarte de Ouro 2. Estrela do Carnaval 3. Plumas & Paetês Cultural 4. Prêmio SRzd 5. S@mba-Net | - "É o Amor... Que Mexe com a Minha Cabeça e Me Deixa Assim... - Do Sonho de Um Caipira Nascem os Filhos do Brasil" (Imperatriz) 1. Gato de Prata 2. Troféu Sambista - "A Ópera dos Malandros" (Salgueiro) 1. Tamborim de Ouro |

## Créditos
| Ao processo de elaboração do álbum se atribui os seguintes créditos: - Produtor fonográfico: Editora Musical Escola de Samba LTDA. (Edimusa) - Direção artística: Zacarias Siqueira de Oliveira - Produção: Laíla e Mário Jorge Bruno - Assessoria de produção: Gleide Mota Trancoso - Gravado por: Luiz Carlos T. Reis e Mário Jorge Bruno (Ao vivo na Cidade do Samba, Rio de Janeiro, RJ) - Unidade móvel: Spectacle - Responsável técnico: Dominique Chalhoub - Monitoração: Bend New Media - Técnico de monitor: Fabiano Marques, Pedro Paulo e Francisco Barbirato - Assistentes técnicos de gravação na Cidade do Samba: José Sartori (Magro), Douglas Silvino (Garrafinha), Ernandi Leopoldino - Efeitos no estúdio: José Sartori (Magro) - Gravações adicionais no estúdio: Mário Jorge Bruno - Assistentes técnicos de gravação no estúdio: Leonardo Carvalho e Luciano Scalercio - Mixado por: Luiz Carlos T. Reis - Masterizado por: Vanius Marques - Assistentes de mixagem: Leonardo Carvalho e Luciano Scalercio - Coordenação de estúdio: Eusa Alves - Edição digital: Daniel Alcoforado - Revisão: Luiz Augusto (Revertexo) | - Projeto gráfico: Jefferson Coutinho (Lêka), Alberto Vilar e Leandro Arraes (LA Studio) - Arte da capa: Fabio Oliveira - Fotos da capa e da contracapa: Henrique Matos - Arregimentação das escolas de samba: Zacarias Siqueira de Oliveira - Arregimentação, harmonia e percussão: Flávia Barbosa - Arranjo / regência: Alceu Maia (faixas 4, 6, 8, 11), Jorge Cardoso (faixas 1, 2, 3, 5, 7, 10, 12) e Rafael Prates (faixa 9) - Coro: Comunidades de todas as escolas - Diretores de bateria: Rodney (Beija-Flor); Marcão (Salgueiro); Thiago Diogo (Grande Rio); Casagrande (Tijuca); Nilo Sérgio (Portela); Lolo (Imperatriz); Dudu (Mocidade); Gil e Caliquinho (São Clemente); Ciça (União da Ilha); Vitor Hugo (Mangueira); Wallan Amaral (Vila Isabel); Chuvisco (Estácio de Sá) Base - Cavaquinho: Rafael Prates, Alceu Maia e Hugo Bruno - Violão de sete cordas: Hudson Santos, Luís Filipe e Rafael Prates - Complementos de harmonia: Marcelo Nami (cavacolão, cavaquinho, violão de aço, violão de 12 cordas, violão, viola, viola caipira); Alceu Maia, Julio Assis, Betinho Santos, Alan Vinícius (Cavaquinho); Nélio Jr. (teclado); Luís Filipe (violão); Abel Luiz (viola caipira); Jorge Costa Show (berrante); Rafael Prates (violão de 7 cordas, violão de 12 cordas); Lucy Alves (Sanfona) - Complementos de percussão: Mestre Casagrande (pandeiro); Filipinho (pandeiro, tantã, tamborim); Binho Percussão (outros complementos de percussão) |